# Disperis mozambicensis
Disperis mozambicensis är en orkidéart som beskrevs av Rudolf Schlechter. Disperis mozambicensis ingår i släktet Disperis och familjen orkidéer.
Artens utbredningsområde är Moçambique. Inga underarter finns listade i Catalogue of Life.